# Caiyuan
Caiyuan (kinesiska: 菜园 遗址; pinyin Caiyuan Yizhi) är en arkeologisk fyndplats från neolitisk tid i Haiyuan i regionen Ningxia i nordvästra Kina. Platsen ligger på en höjd av 1 800 meter över havet.
Det är  platsen för den neolitiska Caiyuan kulturen. Kulturen  är daterad till perioden 4800-3900 f.Kr. Vid utgrävningar har hittats hundratjugo gravar, en stor mängd produktionsverktyg, husgeråd och smycken, keramik, stenverktyg och ben-artefakter, totalt nästan 5000 stycken.
På platsen, finns ett museum,  Caiyuan Culture Museum (Caiyuan Wenhua Bowuguan).
Caiyuan är sedan 2006 med på listan över monument i Folkrepubliken Kina.